# Juris Alunāns
Juris Alunāns, né Gustavs Georgs Frīdrihs Alunāns le 13 mai 1832 et mort le 18 avril 1864 est un poète, traducteur et journaliste letton, fondateur de la linguistique lettone, figure importante du mouvement des Jeunes Lettons,. Il est l'oncle du dramaturge Ādolfs Alunāns.

## Biographie
Juris Alunāns naît dans le village Jaunkalsnava du Gouvernement de Livonie, sixième enfant du scripteur du domaine de Jaunkalsnava Andrievs Alunans et de son épouse Ede née Sniedze-Brunovska, femme au foyer.
Après des études secondaires au Gymanasium illustre de Jelgava (1848-1854), Alunāns étudie la philologie à l'Université de Tartu en 1856-1861. Ses débuts littéraires datent de cette époque, avec la parution du recueil de poésies de plusieurs auteurs allemands et russes qu'il traduit en letton Dziesmiņas, latviešu valodai pārtulkotas précédé d'une large introduction Kāds vārds par latviešu valodu, une sorte de méditation sur le processus de développement de la langue lettonne. On y trouve les œuvres de Johann Wolfgang von Goethe, Schiller, Heine, Pouchkine, Lermontov, parmi lesquels Alunans insère son poème Trioleta jeb Pavasara atnāciens.
En 1862, il travaille dans la rédaction de revue lettonne Pēterburgas Avīze fondée par Krišjānis Valdemārs. Il est un prolifique créateur de néologismes.